# Neochóri Sintikís
Neochóri Sintikís (Neochori Kerkinis) är en ort i Grekland.   Den ligger i prefekturen Nomós Serrón och regionen Mellersta Makedonien, i den norra delen av landet, 400 km norr om huvudstaden Aten. Neochóri Sintikís ligger 97 meter över havet och antalet invånare är 499. Den ligger vid sjön Límni Kerkíni.
Terrängen runt Neochóri Sintikís är varierad. Runt Neochóri Sintikís är det ganska glesbefolkat, med 34 invånare per kvadratkilometer. Närmaste större samhälle är Néo Petrítsi, 17,3 km öster om Neochóri Sintikís. I omgivningarna runt Neochóri Sintikís växer i huvudsak blandskog.